# Elvin Jones
Elvin Jones (Pontiac, 1927. szeptember 9. – Englewood, 2004. május 18.) amerikai dzsesszdobos, zenekarvezető. A leghíresebb John Coltrane kvartett tagja volt. A Rolling Stone magazin „Minden idők 100 legnagyobb dobosa” listáján a 23.

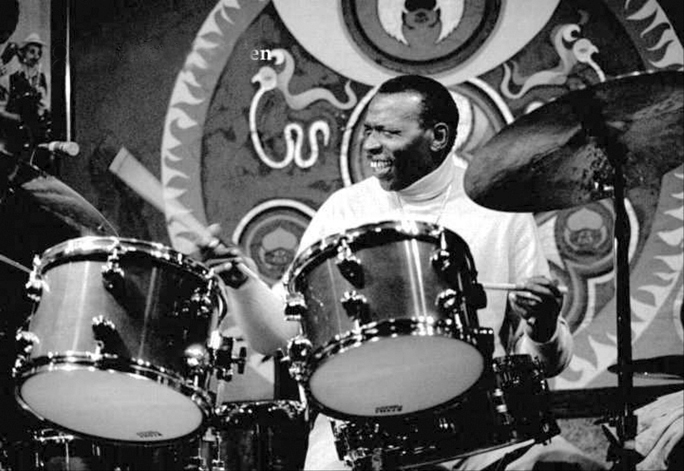
Keystone Korner, 1980. április

## Pályakép
Tíz gyermek közül a legfiatalabbként született egy zenész családban. A dzsesszzenéhez testvérei, Thad Jones, trombitás, zeneszerző, valamint a zongoriata Hank Jones révén jutott el. Pályája Detroitban indult el 1955-ben. Ezt megelőzően a New York-i Benny Goodman Orchestra már elutasította jelentkezését. Aztán New Yorkban többek között olyan zenészekkel játszott már, mint Bud Powell, Miles Davis, Sonny Rollins, Larry Young, Donald Byrd, Charles Mingus és Charlie Parker. 1960-ban John Coltrane alkalmazta a a Coltrane Quartetben, amelynek 1965-ig volt a tagja. Ez idő alatt meghatározó szerepet játszott néhány igen fontos Coltrane albumon, köztük a John Coltrane A Love Supreme létrehozásában.
Miután elhagyta Coltrane kvartettjét, Jones rövid ideig játszott Duke Ellington zenekarában, majd saját zenekarát vezette, amely az 1990-es évek elején Elvin Jones Jazz Machine néven vált ismertté. Ebben Stefano Di Battista, Willie Pickens, Frank Catalano és Ravi Coltrane is szerepelt.
1990-ben McCoy Tynerrel dolgozott David Murray szaxofonos egy albumán.
Az 1971-es Zachariah című westernfilmben Elvin Jones − a gazfickó Job Cain − szerepét játszotta el. A filmben − miután megnyer egy fegyverpárbajt a szalonban − kifinomult dobszólót ad elő.
Elvin Jones hosszú, súlyos betegség után 76 éves korában szívrohamban halt meg.

## Albumok

### Zenekarvezető
- Midnight Walk (with Thad Jones, Hank Mobley; 1967)
- Puttin’ It Together
- The Ultimate
- Polycurrents
- Live at the Light House
- Live at the Village Vanguard (1974)
- Genesis
- Heavy Sounds (with Richard Davis)
- Live in Europe
- Revival: Live at Pookie’s Pub (1967, 2022)

### John Coltrane együttesében
- My Favourite Things (1961)
- Africa/Brass (1961)
- Olé Coltrane (1961)
- John Coltrane and Johnny Hartman
- Impressions (1963)
- Coltrane Plays the Blues
- Coltrane „Live“ at the Village Vanguard
- Coltrane
- The John Coltrane Quartet Plays
- Coltrane’s Sound
- Ascension
- Crescent
- A Love Supreme[8]
- First Meditations (For Quartet)

## Filmek
- 1971: Zachariah

## Díjak
- 1995: Modern Drummer Hall of Fame
- 2003: NEA Jazz Master

## Fordítás
Ez a szócikk részben vagy egészben  az   Elvin Jones című német Wikipédia-szócikk ezen változatának fordításán alapul.  Az eredeti cikk szerkesztőit annak laptörténete sorolja fel. Ez a jelzés csupán a megfogalmazás eredetét és a szerzői jogokat jelzi, nem szolgál a cikkben szereplő információk forrásmegjelöléseként.